# Nova Hurînivka, Koriukivka
Nova Hurînivka (în ucraineană Нова Гуринівка) este un sat în comuna Breci din raionul Koriukivka, regiunea Cernihiv, Ucraina.

## Demografie
Componența lingvistică a localității Nova Hurînivka
     Ucraineană (82,35%)
     Rusă (17,65%)
Conform recensământului din 2001, majoritatea populației localității Nova Hurînivka era vorbitoare de ucraineană (82,35%), existând în minoritate și vorbitori de rusă (17,65%).